# Chachoengsao (província)
Chachoengsao é uma província da Tailândia. Sua capital é a cidade de Chachoengsao.

## Distritos
A província está subdividida em 9 distritos (amphoes) e 1 subdistrito (king amphoe ). Os distritos e o subdistrito estão por sua vez divididos em 83 comunas (tambons) e estas em 754 povoados (moobans).

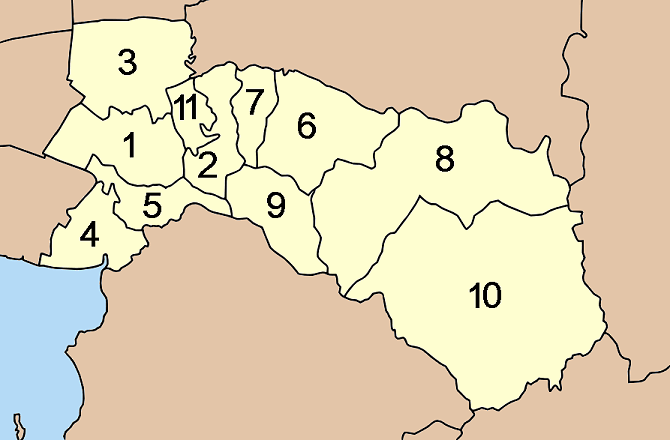
Distritos da província.

| Amphoe                                                                   |                                                                                | King Amphoe      |
| ------------------------------------------------------------------------ | ------------------------------------------------------------------------------ | ---------------- |
| 1. Chachoengsao 2. Bang Khla 3. Bang Nam Priao 4. Bang Pakong 5. Ban Pho | 1. Phanom Sarakham 2. Ratchasan 3. Sanam Chai Khet 4. Plaeng Yao 5. Tha Takiap | 1. Khlong Khuean |